# Guy V de Laval
Pour les articles homonymes, voir Guy de Laval.
Guy V de Laval († 1210) seigneur de Laval (Mayenne). À noter qu'il y a parfois confusion dans les livres entre Guy V de Laval, et son fils Guy VI de Laval.

## Famille
Il est le fils de Guy IV de Laval et d'Emma de Dunstanville. Il succède à son père en 1130. Il épouse Avoise de Craon († 1230), fille de Maurice II de Craon. Ils ont comme enfants :  
- Guyonnet de Laval († 1211), Guy VI, mort vers 11-12 ans enterré à l'abbaye de Clermont, sa tombe est décorée d'une petite épée. On a un témoignage de son testament par une copie de 1213 ;
- Ozanne, mentionnée dans une charte de l'abbaye de la Réau, citée par Charles Maucourt de Bourjolly[2] ;
- Emma de Laval (vers 1200 - 27 avril 1264) qui hérite de la seigneurie en 1211 à la mort de son frère Guyonnet ;
- Isabeau (Isabelle) de Laval († 1244) qui épouse Bouchard VI de Montmorency.

## Histoire

### Richard-Cœur-de-Lion
À peine investi de la baronnie de Laval en 1185, Guy V voit accourir à Laval, pour y chercher refuge, les vassaux du seigneur de Vitré, pourchassés par Mercadier et les hordes brabançonnes que Richard-Cœur-de-Lion avait lancées sur la Bretagne, après avoir enfermé la duchesse Constance de Bretagne. Il participe au siège du Mans en 1189.

### Conflits
Les possessions continentales détenus par le roi d'Angleterre et les démêlés survenus entre Richard et la Bretagne offraient aux seigneurs du Maine, de l'Anjou, du Poitou et de la Normandie, l'occasion de chercher à s'en affranchir. La politique des rois de France était de les seconder et d'augmenter leur puissance de tout ce qu'ils réussiraient à faire perdre aux rois anglais. Ses intérêts eussent dû rapprocher Guy V des mécontents, cependant il demeura fidèle à son suzerain. Bien loin donc d'accueillir les réfugiés bretons, il les traita si mal que le seigneur de Vitré, André, crut devoir lui en demander raison. Cette petite guerre dura peu et un accommodement y mit fin après quelques hostilités. Les deux barons s'accordèrent réciproquement sauf conduit sur leurs terres et s'engagèrent à se prêter au besoin mutuel appui en 1197. Fidèle à cet engagement, le sire de Vitré fit plus tard avec Guillaume de Fougères, alliance envers et contre tous, excepté le seigneur de Laval..

### Arthur de Bretagne
Les affaires s'étaient compliquées en Bretagne, Richard était mort, et, reconnaissant les droits du jeune Arthur, le Maine, l'Anjou et la Touraine, l'avaient salué roi d'Angleterre. Mais Jean Sans-Terre, son oncle, se fit reconnaître en Angleterre et en Normandie.
Guy V servit la cause d'Arthur de Bretagne, et quand, abandonné et trahi, le jeune duc est fait prisonnier et meurt, il s'unit aux autres barons de l'Anjou et du Maine, pour demander vengeance de cet attentat. Guy V de Laval rejoint Philippe Auguste. Philippe-Auguste confisque tous les biens de Jean sans Terre possédait dans le royaume de France.Ce dernier s'empare des terres concédées en Angleterre aux seigneurs français lors de la conquête de l'Angleterre. La maison de Laval perdit ainsi les biens qu'elle y possédait depuis Hamon et Guy II de Laval.

### Religion
Guy V, remarqué autant par sa piété que par sa valeur, réunit Barthélemy de Vendôme, archevêque de Tours, Hamelin, évêque du Mans, les abbés d'Evron, de Clairmont et de Bellebranche, Pierre d'Anthenaise, doyen de Sablé, ainsi que plusieurs seigneurs. Il abolit en leur présence, dans toutes ses terres, le droit de main-morte établi par son père et qu'il qualifie de mauvaise coutume, se soumettant même à l'excommunication si jamais il lui arrivait d'entreprendre de rétablir ce droit. L'année suivante (1198), il fonde le prieuré conventuel d'Olivet, qu'il donna aux chanoines réguliers de l'Abbaye de la Réal en Poitou.

### Conflit avec Hamon de l'Enfant
Guy V de Laval entra en conflit avec son vassal Hamon L'Enfant.